# Porto Santo
Porto Santo (deutsch „Heiliger Hafen“) ist eine portugiesische Insel im Atlantik, die etwa 42 km nordöstlich von Madeira liegt und zur Inselgruppe Madeira gehört.
Porto Santo ist etwa elf Kilometer lang und nicht mehr als sechs Kilometer breit. Die Bewohner leben überwiegend von der Fischerei und dem Tourismus, für den vor allem der neun Kilometer lange Sandstrand attraktiv ist.

## Geschichte
Als die portugiesischen Seefahrer João Gonçalves Zarco, Tristão Vaz Teixeira und Bartolomeu Perestrelo im Jahr 1418 den Madeira-Archipel „wiederentdeckten“, betraten sie zuerst Porto Santo, um von hier aus die Möglichkeit einer Besiedlung Madeiras zu prüfen. Ein 1418 ausgesetztes trächtiges Kaninchen vermehrte sich sehr stark, sodass nach ein paar Jahren die ersten Siedler unter einer großen Kaninchenplage litten.
1420 erhielt Bartolomeu Perestrelo das damals noch mit Drachenbaumwäldern, Buschwerk und Macchia bewachsene Eiland von Heinrich dem Seefahrer als Lehen. Von Anfang an erschwerte Wassermangel den Ackerbau auf Porto Santo. Die Viehzucht war dagegen dank der ebenen Flächen vielversprechender als auf Madeira, weswegen Porto Santo noch heute Fleischlieferant für die größere Nachbarinsel ist.
1479 heiratete Christoph Kolumbus Dona Filipa de Perestrelo e Moniz, die Tochter von Bartolomeu Perestrelo, der zu jener Zeit Gouverneur der Insel war und bereits 1420 an einer Expedition der oben genannten Seefahrer nach Porto Santo teilgenommen hatte. Kolumbus lebte dann mit seiner Frau einige Jahre auf der Insel; inwieweit die Pläne für seine späteren Reisen auf Porto Santo entstanden, ist nicht ganz klar. Bis ins 18. Jahrhundert wurde Porto Santo immer wieder Opfer von Angriffen englischer, französischer und maurischer Piraten. Zum Schutz wurde auf dem Pico do Facho eine kleine Festung angelegt, von der heute nichts mehr erhalten ist.

## Landschaftsbild
Die ersten Besiedler von Porto Santo fanden eine bewaldete Insel mit vielen Drachenbäumen sowie viel Wacholder und Baumheide vor. Zehn Pflanzenarten kommen endemisch nur auf Porto Santo vor, weitere 29 sind sonst nur im Madeira-Archipel zu finden. Starke Rodungen haben dazu geführt, dass Porto Santo heute weitgehend baumlos ist; im Rahmen von Wiederaufforstungsprojekten wurden zwischen Vila Baleira und dem Flughafen viele Bäume neu angepflanzt, die zum Naturpark Porto Santo gehören. Dennoch bleibt der landschaftliche Gesamteindruck von Porto Santo, gerade im Vergleich mit Madeira, der einer kahlen Insel, was auch mit dem sehr trockenen Klima und der Tatsache, dass es keine Flüsse gibt, zusammenhängt.

## Sehenswürdigkeiten
Die meisten Touristen besuchen Porto Santo wegen des neun Kilometer langen Sandstrands Campo de Baixo, der umso anziehender wirkt, da Madeira selbst kaum Sandstrände hat. So wird die Badeinsel gerade am Wochenende nicht nur von Touristen, sondern auch von vielen Bewohnern Madeiras besucht. In Vila Baleira befindet sich die Casa Museu Cristovão Columbo, ein Museum in dem Haus, das wahrscheinlich einmal von Christoph Kolumbus bewohnt wurde. Der 517 Meter hohe Pico do Facho im Osten ist vulkanischen Ursprungs und bietet eine gute Aussicht über die Insel. Im Westen befinden sich am Südhang des Pico de Ana Ferreira interessante Basaltformationen.

## Verkehrsanbindung
Die Fährschiffe benötigen für die Strecke zwischen Madeira und dem Hafen Porto Santo rund 2 ½ Stunden. Sie verkehren täglich in den Sommermonaten Juli bis September (freitags und sonntags sogar zwei Mal) und sonst täglich außer Dienstag. (Stand 2018)
In den 1960er Jahren wurde auf Porto Santo von der NATO ein Flughafen gebaut, von wo aus man in 20 Minuten Madeira erreicht; außerdem gibt es Flugverbindungen nach Lissabon und Porto. Im Sommer 2014 wurde Porto Santo erstmals direkt von Deutschland aus angeflogen.

## Sport
Auf der Insel fand der EHF Beach Handball Champions Cup 2022 statt.
Der 1948 gegründete Fußballverein CD Portosantense spielte mehrfach in der jeweils aktuellen dritten bzw. vierten Liga, der untersten landesweiten Spielklasse.
Im November 2024 wurde auf der Insel die Schach-Seniorenweltmeisterschaft ausgetragen.

## Verwaltung
Vorlage:Infobox Município/Wartung/Name ist leer

Vorlage:Infobox Município/Wartung/Verwaltungname ist leer
Vorlage:Infobox Município/Wartung/nicht eingebunden

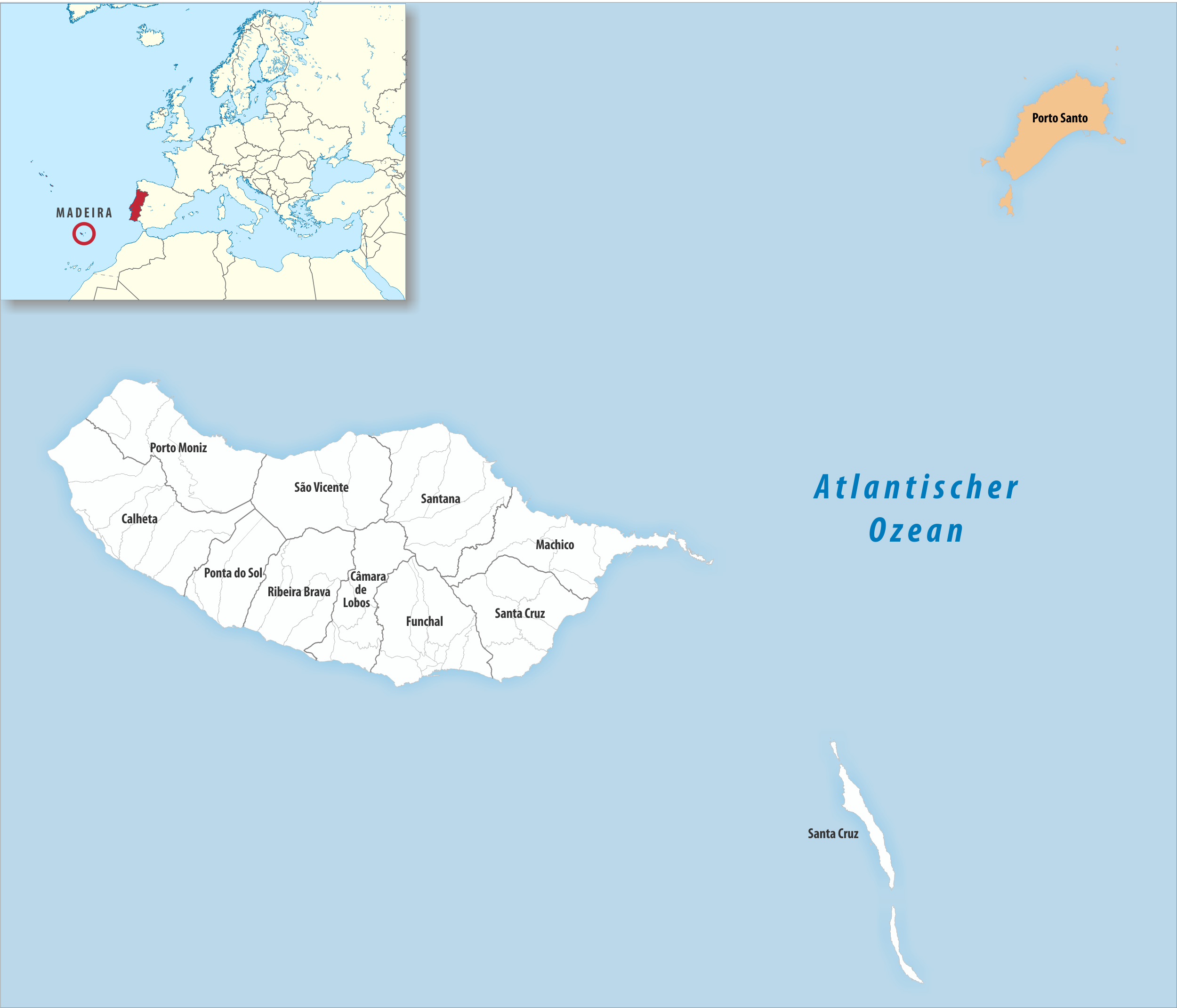
Kreis Porto Santo

Hauptort der Insel ist Vila Baleira an der flachen Südküste. Fast alle Bewohner von Porto Santo leben hier. Porto Santo ist einer der sechs portugiesischen Kreise, die nur eine einzige Gemeinde (Freguesia) umfassen.

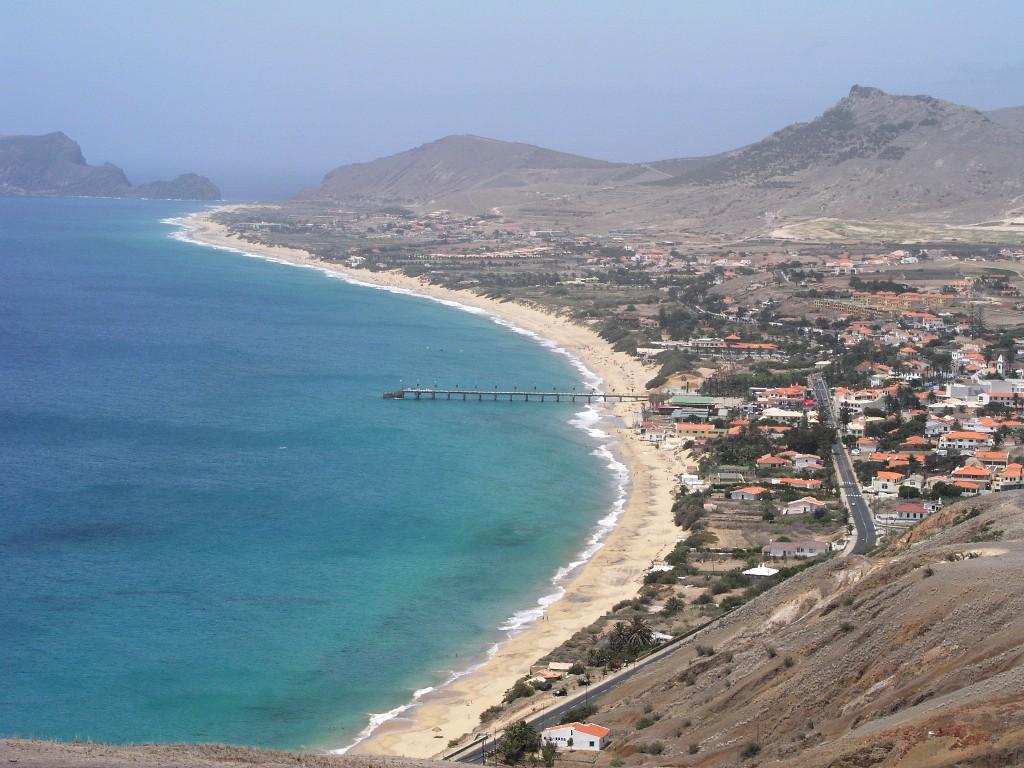
Blick auf den Hauptort Vila Baleira
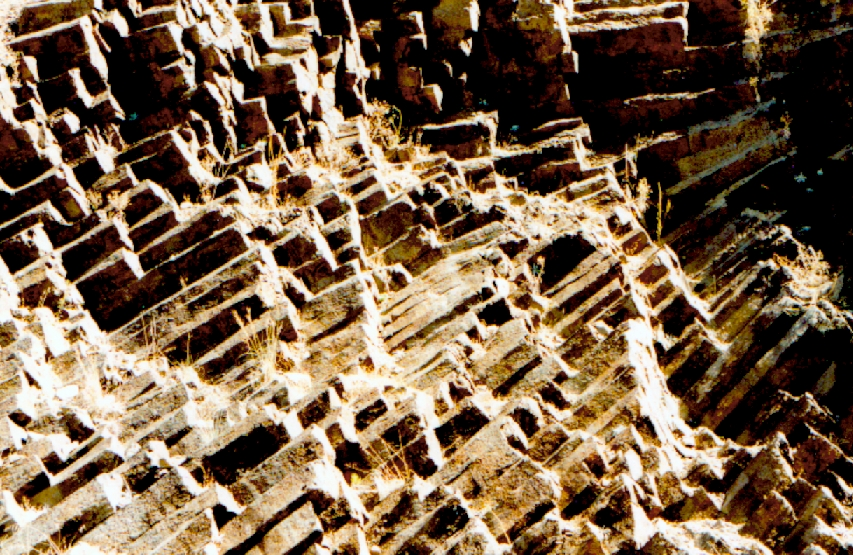
Basaltsäulen im Westen der Insel
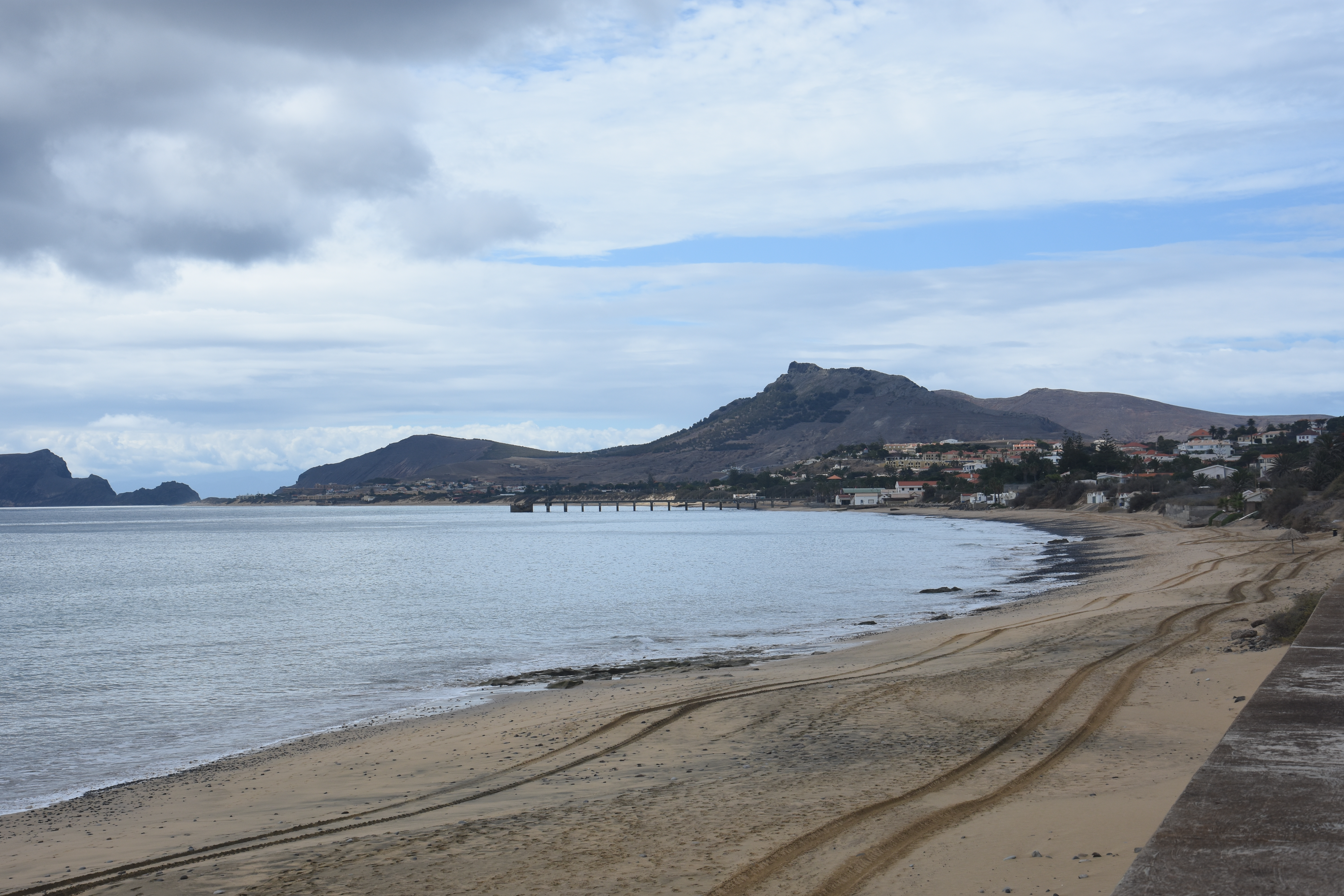
Der Strand Campo de Baixo
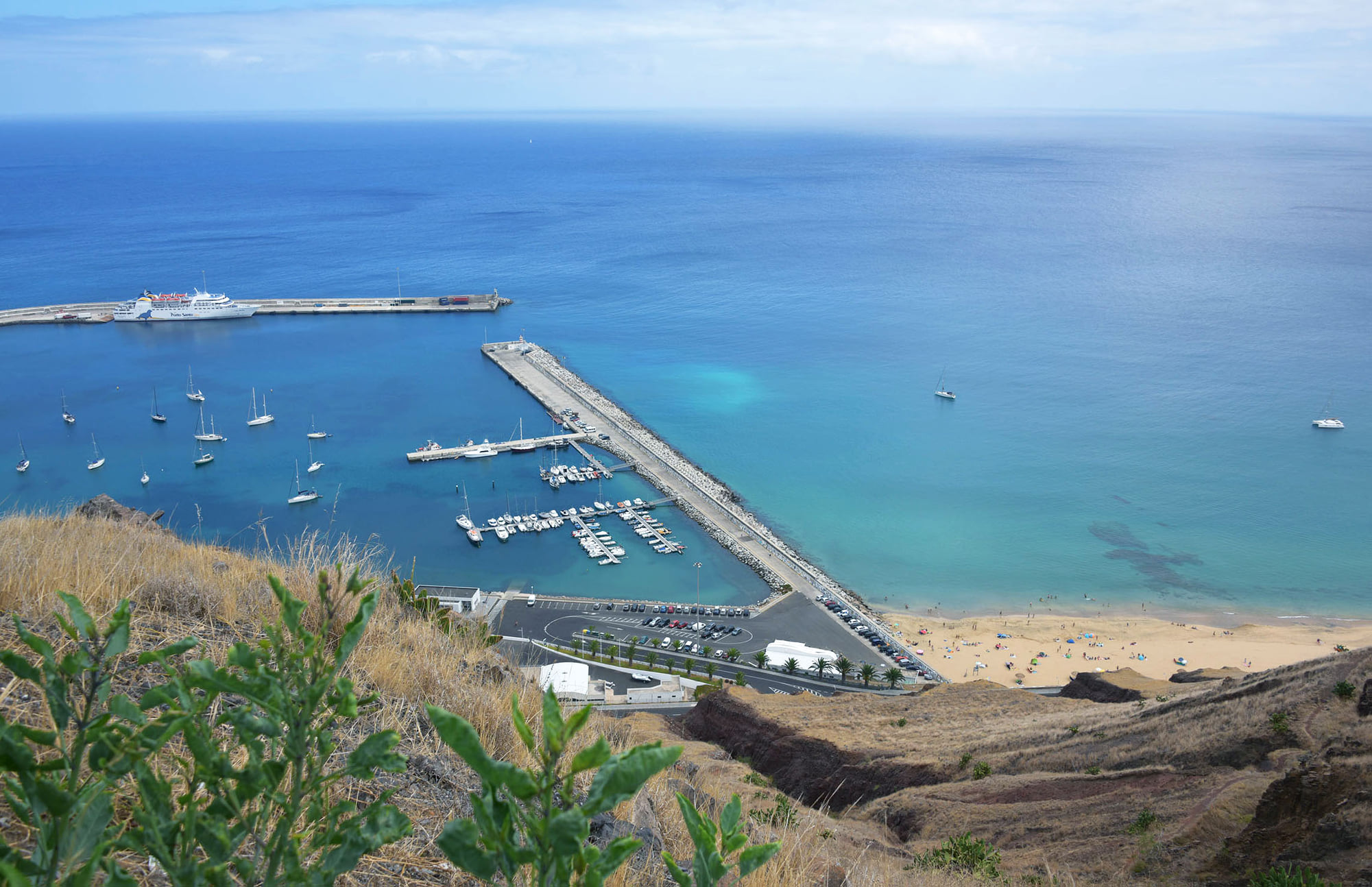
Hafen